# Boliarique
Le « boliarique  » est un jargon recensé dans la région du village grec de Krávara (en grec moderne : Κράβαρα, ou Γκράβαρα), dans le nome d'Étolie-Acarnanie, et qui était utilisé comme un langage secret par une communauté de mendiants. Il a été succinctement étudié sur place, sous la dénomination anglophone de boliaric, par l'écrivain britannique Patrick Leigh Fermor dans son ouvrage Roumeli (voir Bibliographie).

## Dénomination et contexte ethnique
Le terme de boliaric est une adaptation anglophone du terme grec boliárika et du verbe boliarevo,. Lorsque Leigh Fermor annonce à des Grecs qu'il va se rendre à Krávara, ceux-ci lui répondent en plaisantant : Prosokhè na mi se boliarépsoun (« Prends garde à ce qu'ils ne te boliarisent pas »). Lorsqu'il évoque ce terme à Krávara même, les villageois, d'abord méfiants, finissent par lui fournir des informations et des termes de « boliarique », qu'il note soigneusement et récapitule dans l'appendice II de Roumeli, intitulé Glossary of Boliaric Vocabulary.
Le boliarique aurait été développé par les ancêtres des habitants de Krávara, qui constituaient alors une communauté de mendiants itinérants (ce qui était rare en Grèce, comme le note Leigh Fermor), afin de ne pas être compris de leur entourage. Ces mendiants s'appelaient eux-mêmes boliárides (pluriel de boliáris), et dénommaient leur langue ta boliárika. Le verbe équivalent à boliariser signifiait selon eux à l'origine « duper », par référence au caractère peu scrupuleux de ces mendiants.
Leigh Fermor indique que ce terme n'est pas grec et que le seul rapprochement linguistique qu'il ait pu envisager concerne les boliars, nobles bulgares du Moyen Âge (le terme est voisin des boyards russes). Il suppose que les boliárides, ayant autrefois erré à travers l'Albanie, la Serbie et la Bulgarie, ont emprunté au passage des éléments de vocabulaire aux peuples rencontrés.

## Exemples lexicaux
Parmi les termes cités par Leigh Fermor, certains peuvent en effet facilement être rapprochés de termes slaves, d'autres ayant dû avoir d'autres origines, roumaines par exemple. Toutefois, de nombreux mots semblent avoir été fabriqués. L'auteur note que la langue comprend des phonèmes inconnus du grec actuel, tels le « tch », et que pourtant les habitants de Krávara prononçaient sans difficulté.
Certains termes faisant référence à des objets très usités par des mendiants itinérants ont un grand nombre de synonymes : par exemple bâton se dit grigóro, láoussa, matsoúka, straví, kaníki, dervo...
La syntaxe du boliarique semble similaire à celle du grec moderne.
| Terme boliarique  | Traduction                  | Rapprochements                             |
| ----------------- | --------------------------- | ------------------------------------------ |
| bikiaïn           | mouton                      |                                            |
| boudjour          | pain                        |                                            |
| chveri            | femme                       |                                            |
| daïri             | route                       |                                            |
| gaïna             | poule                       | latin gallina                              |
| Ghiona            | Athènes                     | grec ghioni (chouette emblème d'Athènes) ? |
| havaloú           | sexe de la femme            |                                            |
| kaïn              | chien                       | roumain câine                              |
| karkévo           | frapper                     |                                            |
| koukouroúzo       | maïs                        | russe koukourouza                          |
| lióka             | sexe de l'homme             |                                            |
| mantzoúnas        | médecin                     |                                            |
| markantós         | chat                        | nom propre ?                               |
| mazarak           | viande                      | bulgare meso ?                             |
| mleko             | lait                        | bulgare mliako                             |
| nerogáïna         | gibier d'eau                | du grec nero (eau) + gaïna                 |
| otsia             | yeux                        | slave otchi                                |
| patéllos          | policier                    |                                            |
| perdikis          | cul                         | grec perdikis (perdrix)                    |
| pharí             | cheval                      | grec phorada (jument) ?                    |
| phlamboúri        | soleil, jour                |                                            |
| ripo              | poisson                     | bulgare ribi ?                             |
| sardínia          | chaussures                  |                                            |
| tchapráka         | porte                       |                                            |
| tchmekiázo        | dormir                      |                                            |
| tchóki            | pierre                      |                                            |
| vatso             | pied                        |                                            |
| velazoura         | troupeau (chèvres, moutons) | grec velazo (bêler)                        |
| verdílis, verdílo | père, mère                  |                                            |